# Olivier Dacourt
Olivier Dacourt (Montreuil, 25 settembre 1974) è un ex calciatore francese, di ruolo centrocampista.

## Caratteristiche tecniche
Era un incontrista, dotato di buon tocco di palla, forte nei contrasti ma talvolta irruento e portato eccessivamente al fallo.

## Carriera

### Club

#### Gli inizi
Di origine caraibica, trascorse la prima parte della sua carriera nello Strasburgo divenendone titolare in giovane età: dopo le fugaci esperienze con Everton e Lens, dal 2000 al 2002 militò nel Leeds United.

#### Roma e Inter
Nel gennaio del 2003 fu acquistato dalla  Roma di Capello , esordendo da titolare in Serie A nella sconfitta casalinga contro il Chievo del 12 gennaio. Nella stagione successiva divenne punto fermo del centrocampo giallorosso al fianco di Emerson  e l'8 febbraio 2004 realizzò il primo gol nel campionato italiano, sbloccando il risultato nella partita contro la Juventus terminata 4-0 in favore dei giallorossi; nelle ultime due stagioni romaniste il suo rendimento fu altalenante e l'unica altra rete fu marcata il 30 aprile 2006 al Bentegodi contro il Chievo nella gara finita 4-4.
Dopo un triennio e mezzo nella Capitale si trasferì all'Inter, vincendo due Supercoppe italiane — peraltro a danno degli stessi romani — e altrettanti Scudetti consecutivi: nell'incontro con la Fiorentina del 2 dicembre 2007 subì un infortunio al legamento collaterale, chiudendo anzitempo la stagione dopo il conseguente intervento di artroscopia.
Non rientrando nei piani tattici del nuovo allenatore Mourinho, nel gennaio 2009 venne ceduto al Fulham.

#### Il ritiro
Vissuta la seconda parte dell'annata 2008-09 in prestito a Londra, nel settembre successivo il trentacinquenne francese si accordò con lo Standard Liegi: rescisso il contratto con la società belga già nel febbraio 2010, nel marzo seguente annunciò il ritiro dall'agonismo.

### Nazionale
Conta 21 presenze in Nazionale transalpina e una rete, segnata il 10 settembre 2003 alla Slovenia nel corso delle qualificazioni all'Europeo 2004.

## Dopo il ritiro
In seguito all'abbandono dei campi da gioco, ha intrapreso una collaborazione con TF1 e Canal +— canali televisivi d'oltralpe — in veste di opinionista e commentatore realizzando anche due documentari nel 2017 e nel 2021.

## Statistiche

### Presenze e reti nei club
Statistiche aggiornate al 1º febbraio 2010.
| Stagione          | Squadra           | Campionato        | Campionato | Campionato | Coppe nazionali | Coppe nazionali | Coppe nazionali | Coppe europee | Coppe europee | Coppe europee | Altre coppe | Altre coppe | Altre coppe | Totale | Totale |
| Stagione          | Squadra           | Comp              | Pres       | Reti       | Comp            | Pres            | Reti            | Comp          | Pres          | Reti          | Comp        | Pres        | Reti        | Pres   | Reti   |
| ----------------- | ----------------- | ----------------- | ---------- | ---------- | --------------- | --------------- | --------------- | ------------- | ------------- | ------------- | ----------- | ----------- | ----------- | ------ | ------ |
| 1991-1992         | Strasburgo B      | D4                | 0          | 0          | -               | -               | -               | -             | -             | -             | -           | -           | -           | 0      | 0      |
| ago. 1992-1993    | Thouars Foot 79   | D4                | 6          | 0          | -               | -               | -               | -             | -             | -             | -           | -           | -           | 6      | 0      |
| 1992-1993         | Strasburgo        | D1                | 6          | 0          | CF+CdL          | 0+0             | 0               | -             | -             | -             | -           | -           | -           | 6      | 0      |
| 1993-1994         | Strasburgo        | D1                | 8          | 0          | CF+CdL          | 0+0             | 0               | -             | -             | -             | -           | -           | -           | 8      | 0      |
| 1994-1995         | Strasburgo        | D1                | 18         | 0          | CF+CdL          | 0+0             | 0               | -             | -             | -             | -           | -           | -           | 18     | 0      |
| 1995-1996         | Strasburgo        | D1                | 34         | 0          | CF+CdL          | 0+0             | 0               | CU            | 4             | 0             | -           | -           | -           | 38     | 0      |
| 1996-1997         | Strasburgo        | D1                | 31         | 3          | CF+CdL          | 0+0             | 0               | -             | -             | -             | -           | -           | -           | 31     | 3      |
| 1997-1998         | Strasburgo        | D1                | 30         | 3          | CF+CdL          | 0+0             | 0               | CU            | 6             | 0             | -           | -           | -           | 36     | 3      |
| Totale Strasburgo | Totale Strasburgo | Totale Strasburgo | 127        | 6          |                 | 0               | 0               |               | 10            | 0             |             | -           | -           | 137    | 6      |
| 1998-1999         | Everton           | PL                | 30         | 2          | FACup+CdL       | 0+0             | 0               | -             | -             | -             | -           | -           | -           | 30     | 2      |
| 1999-2000         | Lens              | D1                | 26         | 2          | CF+CdL          | 0+0             | 0               | CU            | 9             | 2             | -           | -           | -           | 35     | 4      |
| 2000-2001         | Leeds Utd         | PL                | 33         | 3          | FACup+CdL       | 0+0             | 0               | UCL           | 14            | 0             | -           | -           | -           | 47     | 3      |
| 2001-2002         | Leeds Utd         | PL                | 17         | 0          | FACup+CdL       | 0+0             | 0               | CU            | 6             | 0             | -           | -           | -           | 23     | 0      |
| 2002-gen. 2003    | Leeds Utd         | PL                | 7          | 0          | FACup+CdL       | 0+0             | 0               | CU            | 2             | 0             | -           | -           | -           | 9      | 0      |
| Totale Leeds      | Totale Leeds      | Totale Leeds      | 57         | 3          |                 | 0               | 0               |               | 22            | 0             |             | -           | -           | 79     | 3      |
| gen.-giu. 2003    | Roma              | A                 | 18         | 0          | CI              | 5               | 0               | UCL           | -             | -             | -           | -           | -           | 23     | 0      |
| 2003-2004         | Roma              | A                 | 27         | 1          | CI              | 2               | 0               | CU            | 4             | 0             | -           | -           | -           | 33     | 1      |
| 2004-2005         | Roma              | A                 | 23         | 0          | CI              | 3               | 0               | UCL           | 2             | 0             | -           | -           | -           | 28     | 0      |
| 2005-2006         | Roma              | A                 | 26         | 1          | CI              | 5               | 0               | CU            | 7             | 0             | -           | -           | -           | 38     | 1      |
| Totale Roma       | Totale Roma       | Totale Roma       | 94         | 2          |                 | 15              | 0               |               | 13            | 0             |             | 0           | 0           | 122    | 2      |
| 2006-2007         | Inter             | A                 | 24         | 0          | CI              | 6               | 0               | UCL           | 7             | 0             | SI          | 1           | 0           | 38     | 0      |
| 2007-2008         | Inter             | A                 | 9          | 0          | CI              | 0               | 0               | UCL           | 3             | 0             | SI          | 1           | 0           | 13     | 0      |
| 2008-gen. 2009    | Inter             | A                 | 1          | 0          | CI              | 0               | 0               | UCL           | 0             | 0             | SI          | 0           | 0           | 1      | 0      |
| Totale Inter      | Totale Inter      | Totale Inter      | 34         | 0          |                 | 6               | 0               |               | 10            | 0             |             | 2           | 0           | 52     | 0      |
| gen.-giu. 2009    | Fulham            | PL                | 9          | 0          | FACup+CdL       | 3+0             | 0               | -             | -             | -             | -           | -           | -           | 12     | 0      |
| 2009-2010         | Standard Liegi    | PL                | 8          | 0          | CB              | 0               | 0               | UCL           | 0             | 0             | -           | -           | -           | 8      | 0      |
| Totale carriera   | Totale carriera   | Totale carriera   | 391        | 15         |                 | 24              | 0               |               | 64            | 2             |             | 2           | 0           | 481    | 17     |

### Cronologia presenze e reti in nazionale
| Cronologia completa delle presenze e delle reti in nazionale ― Francia | Cronologia completa delle presenze e delle reti in nazionale ― Francia | Cronologia completa delle presenze e delle reti in nazionale ― Francia | Cronologia completa delle presenze e delle reti in nazionale ― Francia | Cronologia completa delle presenze e delle reti in nazionale ― Francia | Cronologia completa delle presenze e delle reti in nazionale ― Francia | Cronologia completa delle presenze e delle reti in nazionale ― Francia | Cronologia completa delle presenze e delle reti in nazionale ― Francia |
| Data                                                                   | Città                                                                  | In casa                                                                | Risultato                                                              | Ospiti                                                                 | Competizione                                                           | Reti                                                                   | Note                                                                   |
| ---------------------------------------------------------------------- | ---------------------------------------------------------------------- | ---------------------------------------------------------------------- | ---------------------------------------------------------------------- | ---------------------------------------------------------------------- | ---------------------------------------------------------------------- | ---------------------------------------------------------------------- | ---------------------------------------------------------------------- |
| 30-5-2001                                                              | Taegu                                                                  | Francia                                                                | 5 – 0                                                                  | Corea del Sud                                                          | Conf. Cup 2001 - 1º turno                                              | -                                                                      |                                                                        |
| 1-6-2001                                                               | Taegu                                                                  | Australia                                                              | 1 – 0                                                                  | Francia                                                                | Conf. Cup 2001 - 1º turno                                              | -                                                                      |                                                                        |
| 3-6-2001                                                               | Ulsan                                                                  | Francia                                                                | 4 – 0                                                                  | Messico                                                                | Conf. Cup 2001 - 1º turno                                              | -                                                                      |                                                                        |
| 16-10-2002                                                             | Ta' Qali                                                               | Malta                                                                  | 0 – 4                                                                  | Francia                                                                | Qual. Euro 2004                                                        | -                                                                      |                                                                        |
| 30-4-2003                                                              | Saint-Denis                                                            | Francia                                                                | 5 – 0                                                                  | Egitto                                                                 | Amichevole                                                             | -                                                                      |                                                                        |
| 18-6-2003                                                              | Lione                                                                  | Francia                                                                | 1 – 0                                                                  | Colombia                                                               | Conf. Cup 2003 - 1º turno                                              | -                                                                      |                                                                        |
| 20-6-2003                                                              | Saint-Étienne                                                          | Francia                                                                | 2 – 1                                                                  | Giappone                                                               | Conf. Cup 2003 - 1º turno                                              | -                                                                      |                                                                        |
| 26-6-2003                                                              | Saint-Denis                                                            | Francia                                                                | 3 – 2                                                                  | Turchia                                                                | Conf. Cup 2003 - Semifinale                                            | -                                                                      |                                                                        |
| 29-6-2003                                                              | Saint-Denis                                                            | Camerun                                                                | 0 – 1 dts                                                              | Francia                                                                | Conf. Cup 2003 - Finale                                                | -                                                                      | [ 25 ]                                                                 |
| 20-8-2003                                                              | Ginevra                                                                | Svizzera                                                               | 0 – 2                                                                  | Francia                                                                | Qual. Euro 2004                                                        | -                                                                      |                                                                        |
| 6-9-2003                                                               | Saint-Denis                                                            | Francia                                                                | 5 – 0                                                                  | Cipro                                                                  | Qual. Euro 2004                                                        | -                                                                      |                                                                        |
| 10-9-2003                                                              | Lubiana                                                                | Slovenia                                                               | 0 – 2                                                                  | Francia                                                                | Qual. Euro 2004                                                        | 1                                                                      |                                                                        |
| 11-10-2003                                                             | Saint-Denis                                                            | Francia                                                                | 3 – 0                                                                  | Israele                                                                | Qual. Euro 2004                                                        | -                                                                      |                                                                        |
| 15-11-2003                                                             | Gelsenkirchen                                                          | Germania                                                               | 0 – 3                                                                  | Francia                                                                | Amichevole                                                             | -                                                                      |                                                                        |
| 18-2-2004                                                              | Bruxelles                                                              | Belgio                                                                 | 0 – 2                                                                  | Francia                                                                | Amichevole                                                             | -                                                                      |                                                                        |
| 31-3-2004                                                              | Rotterdam                                                              | Paesi Bassi                                                            | 0 – 0                                                                  | Francia                                                                | Amichevole                                                             | -                                                                      |                                                                        |
| 13-6-2004                                                              | Lisbona                                                                | Francia                                                                | 2 – 0                                                                  | Inghilterra                                                            | Euro 2004 - 1º turno                                                   | -                                                                      |                                                                        |
| 17-6-2004                                                              | Leiria                                                                 | Croazia                                                                | 2 – 2                                                                  | Francia                                                                | Euro 2004 - 1º turno                                                   | -                                                                      |                                                                        |
| 25-6-2004                                                              | Lisbona                                                                | Francia                                                                | 0 – 1                                                                  | Grecia                                                                 | Euro 2004 - Quarti di finale                                           | -                                                                      |                                                                        |
| 9-10-2004                                                              | Saint-Denis                                                            | Francia                                                                | 0 – 0                                                                  | Irlanda                                                                | Qual. Mondiali 2006                                                    | -                                                                      |                                                                        |
| 13-10-2004                                                             | Nicosia                                                                | Cipro                                                                  | 0 – 2                                                                  | Francia                                                                | Qual. Mondiali 2006                                                    | -                                                                      |                                                                        |
| Totale                                                                 |                                                                        | Presenze                                                               | 21                                                                     |                                                                        | Reti                                                                   | 1                                                                      |                                                                        |

## Palmarès

### Club

#### Competizioni nazionali
- Coppa di Lega francese: 1

Strasburgo: 1996-1997
- Campionato italiano: 2

Inter: 2006-2007, 2007-2008
- Supercoppa italiana: 2

Inter: 2006, 2008

#### Competizioni internazionali
- Coppa Intertoto UEFA: 1

Strasburgo: 1995

### Nazionale
- Confederations Cup: 2

2001, 2003